# Multiplicador fiscal
O multiplicador fiscal é a razão de uma variação na renda nacional ocasionada por uma alteração nos gastos governamentais que ela provoca. Mais genericamente, os gastos exógenos ao multiplicador são a razão de uma mudança na renda nacional em relação a qualquer mudança nos gastos autônomos (as despesas de investimento privado, gastos do consumidor, gastos do governo, ou gastos de estrangeiros sobre as exportações do país) que ela provoca. Quando este multiplicador for superior a um, o efeito sobre a renda nacional será maior, efeito este conhecido como efeito multiplicador. O mecanismo que pode dar origem a um efeito multiplicador é um montante inicial de gastos incrementais que pode levar a um aumento do consumo e aumento da renda, resultando em um aumento global da renda nacional maior que o incremento inicial. Em outras palavras, uma mudança inicial na procura agregada pode causar uma mudança na produção agregada (e, consequentemente, a renda agregada que ele gera) que é um múltiplo da mudança inicial.
No entanto, multiplicadores com valores inferiores a um são medidos empiricamente, e sugerem que certos tipos de gastos do governo, investimentos privados ou gastos dos consumidores podem gerar inflação. Pode ocorrer porque o primeiro aumento nos gastos pode provocar um aumento nas taxas de juros ou no nível de preços, causando uma queda na renda real das pessoas.
A existência de um efeito multiplicador foi proposto inicialmente por Richard Kahn, em 1930, e é particularmente associada com a economia keynesiana. Algumas outras escolas de pensamento econômico rejeitam ou minimizam a importância dos efeitos multiplicadores (fiscais e monetários), nomeadamente em termos de longo prazo. O multiplicador fiscal foi usado como argumento justificativo de alívio fiscal para estimular a demanda agregada.

## Dispêndio governamental
O outro aspecto importante do multiplicador, é que na medida em que os gastos do governo geram consumo, também, de forma similar, geram "novas" receitas fiscais. Por exemplo, quando o dinheiro é gasto em uma loja, há uma cobrança de impostos sobre qualquer objeto comprado, o lojista incrementa sua receita com a despesa feita pelo consumidor e, consequentemente, paga mais imposto de renda. Portanto, embora o governo dispenda € $ 1,00, é provável que ele receba de volta uma parte significativa do € $ 1,00 em um momento oportuno, tornando a despesa líquida muito menor do que o custo inicial. De fato, é possível, que o governo receberá de volta mais do que o dispêndio inicial € $ 1,00, o dispêndio então ficaria caracterizado como um investimento.

### Crises Econômicas
Os consumidores aplicam as proporções de seus gastos em bens e poupança, em função da renda. Quanto maior a renda, maior a porcentagem desta é poupada. Assim, se a renda agregada aumenta em função do aumento do emprego, a taxa de poupança aumenta simultaneamente; e como a taxa de acumulação de capital aumenta, a produtividade marginal do capital reduz-se, e o investimento é reduzido, já que o lucro é proporcional à produtividade marginal do capital. Então ocorre um excesso de poupança, em relação ao investimento, o que faz com que a demanda (procura) efetiva fique abaixo da oferta e assim o emprego se reduza para um ponto de equilíbrio em que a poupança e o investimento fiquem iguais. Esse equilíbrio pode significar a ocorrência de desemprego involuntário em economias avançadas (onde a quantidade de capital acumulado seja grande e sua produtividade seja pequena).
Segundo a teoria de Keynes, o Estado deveria intervir na fase recessiva dos ciclos econômicos com sua capacidade de imprimir moeda para aumentar a procura efetiva através de déficits do orçamento do Estado e assim manter o pleno emprego.

## Aplicação
O multiplicador fiscal é uma ferramenta usada pelo governo para tentar estimular a demanda agregada. Isso pode ser feito em um período de recessão ou incerteza econômica. O dinheiro investido pelo governo gera mais empregos, o que significará mais gastos e assim por diante.
A ideia é que um aumento líquido do rendimento disponível em toda a economia gere um acréscimo maior do que o investimento inicial. Quando é esse o caso, o governo pode aumentar o produto interno bruto de forma que ele seja maior que o montante gasto inicialmente em relação ao montante da arrecadação em impostos.
O diferencial está na forma em que é conduzida a política fiscal. O estímulo fiscal líquido pode ser acrescido pelo aumento das despesas acima do nível das receitas fiscais, redução de impostos abaixo do nível de gastos do governo, ou qualquer combinação dos dois, que resulta em menos tributos governamentais.
O déficit resultante deve ser financiado pelas reservas do governo, financiamento da dívida governamental, por meio da venda de títulos da dívida pública ou o incentivo ao investimento privado. Se o dinheiro é emprestado, ele deve eventualmente ser pago com juros, de modo que o efeito a longo prazo sobre a economia dependa do trade-off entre o aumento imediato do PIB e os custos a longo prazo da dívida resultante.
Deve-se notar que a extensão do efeito multiplicador depende da propensão marginal a consumir e da propensão marginal a importar. Também que o multiplicador pode funcionar no sentido inverso, assim, uma queda inicial nos gastos pode provocar novas quedas na produção agregada.
O conceito do multiplicador econômico à escala macroeconômica pode ser estendido para todas as regiões econômicas. Por exemplo, construir uma nova fábrica pode gerar novos empregos para a população local, que pode ter repercussões econômicas para a cidade ou região.

## Tipos de multiplicadores fiscais
Os seguintes valores são teóricos com base em modelos simplificados de multiplicadores fiscais:
- y  é a renda nacional (PIB)
- {\displaystyle b_{C}} é a propensão marginal a consumir (PMC)
- {\displaystyle b_{T}} é a taxa do imposto de renda
- {\displaystyle b_{M}} é a propensão marginal a importar
- {\displaystyle \Delta y} é a variação no rendimento (equivalente ao PIB)
- {\displaystyle \Delta a_{T}} é a variação da alíquota do imposto fixo
- {\displaystyle \Delta b_{T}} é a variação da alíquota do imposto de renda
- {\displaystyle \Delta G} é a variação nos gastos do governo
- {\displaystyle \Delta T} é a variação de taxas agregadas
- {\displaystyle \Delta I} é a variação dos investimentos
- {\displaystyle \Delta X} é a variação nas importações

### Equação do imposto de renda
{\displaystyle \Delta y=\Delta b_{T}*{\frac {-b_{C}*y}{1-b_{C}(1-b_{T})+b_{M}}}}

### Equação dos gastos do governo
{\displaystyle \Delta y=\Delta G*{\frac {1}{1-b_{C}(1-b_{T})+b_{M}}}}

### Equação do investimento
{\displaystyle \Delta y=\Delta I*{\frac {1}{1-b_{C}(1-b_{T})+b_{M}}}}

### Equação das exportações
{\displaystyle \Delta y=\Delta X*{\frac {1}{1-b_{C}(1-b_{T})+b_{M}}}}

### Equação Gastos do Governo (orçamento equilibrado)
{\displaystyle \Delta y=\Delta G*1}
{\displaystyle \Delta y=\Delta T*1}
MULTIPLICAÇÃO DE GASTOS DO GOVERNO: {\displaystyle \Delta Y/\Delta G=1/(1-c)}
MULTIPLICAÇÃO DE TRIBUTOS: {\displaystyle \Delta Y/\Delta T=-c/1-c}